# Убайдуллаев, Маннон
Маннон Убайдуллаев (узб. Mannon Ubaydullaev; 1935) — советский узбекский актёр, Народный артист Узбекской ССР (1982).

## Биография
Маннон Убайдуллаев родился 2 (15) мая 1935 года в Намангане, Узбекистан.
Народный артист Узбекской ССР (1982).
Актёр Наманганского театра музыкальной драмы и комедии с 1963 года.

## Награды и звания
- Народный артист Узбекской ССР (1982)

## Творчество

### Фильмография
- 1968 — Сыны Отечества — эпизод
- 2006 — Родина
- 2012 — Удача